# Griman Creek-formatie
De Griman Creek-formatie is een geologische formatie in de Australische deelstaten Queensland en New South Wales.

## Geologie
De Griman Creek Formation maakt deel uit van de Rolling Downs Group in het Surat Basin, welke laatste zich uitstrekt over het zuidoosten van Queensland en het noorden van New South Wales. In het westen wordt het Surat Basin begrensd door het Eromanga Basin en tezamen markeren deze twee bekkens de maximum transgressie van de Eromangazee. Deze zee bedekte centraal Australië voor het grootste deel van het Onder-Krijt, tot in het Cenomanien (de onderste etage van het Boven-Krijt). De Griman Creek Formation omvat een sedimentpakket met een maximumdikte van 345 meter en dagzoomt tussen de steden Lightning Ridge (New South Wales) en Surat (Queensland). De sedimenten zijn samengesteld uit dunne lagen fijn- tot mediumkorrelige zandsteen, siltsteen, mudstone, carbonaatcement, conglomeraten en laagkwalitatieve steenkool. Volgens Green et al. en Exon vormen deze sedimenten, gebaseerd op paleontologische, sedimentologische en palynologische gegevens, een relatief complexe opeenvolging van oorspronkelijk regressieve mariene kustafzettingen (sedimenten), gevolgd door paralische- tot delta-afzettingen, en ten slotte door riviervlakte-afzettingen in het bovenste gedeelte van de opeenvolging. Deze afzettingen werden op of nabij de zuidoostelijke kust van de inlandse Eromanga Zee opgestapeld. De ouderdom van de Griman Creek Formation varieert naargelang de dateringsmethode die gebruikt wordt. Datering op basis van Foraminifera geeft een Midden-Albien ouderdom, op basis van palynologische gegevens Midden- tot Laat-Albien (Morgan, 1984; Dettman et al., 1992) en op basis van palynologische en biostratigrafische gegevens Laat-Albien.

### De Griman Creek Formation te Lightning Ridge
De Griman Creek Formation wordt in het Lightning Ridge district, dat beroemd is door het voorkomen van geopaliseerde fossielen, in twee informele members onderverdeeld, nl. de Wallangulla Sandstone member - waarin in het bovenste deel het holotype van de iguanodontide dinosauriër Fostoria dhimbangunmal gevonden werd - en de bedekkende Coocoran Claystone member. Deze members werden op een paleobreedtegraad van ongeveer 60° zuiderbreedte afgezet. De formatie is grotendeels bedekt door Kwartair grind en werd door het graven van tunnels in de onderliggende gesteenten uit het Midden-Krijt op grote schaal verkend door mijnwerkers op zoek naar opaal. Het opaal komt zowel in aders als in de vorm van nodules voor en als vervangende substantie voor (fossiel) bot. De graad van preservatie van de inwendige structuur van deze geopaliseerde beenderen varieert. Zo bleef van het holotype van de clypeodonte dinosauriër Weewarrasaurus pobeni (LRF 3067) de fijne details van de beendermicrostructuur bewaard, maar de meeste geopaliseerde beenderen zijn pseudomorfen of natuurlijke afgietsels. Het subtiele onderscheid tussen glazuur en tandbeen werd in geen enkel geval gepreserveerd. De fossielen worden bijna uitsluitend gevonden ten gevolge van mijnactiviteiten, waardoor de beenderen breken en hun eventueel anatomisch verband verliezen, en gedetailleerde stratigrafische gegevens verloren gaan.
Uranium-looddatering van detritische zirkoon mineralen afkomstig uit een onderscheiden laag vulkanische kleisteen die een van de lagen met geopaliseerde beenderen bedekt, geeft een maximum ouderdom van 100,2 tot 96,6 Ma (miljoen jaar), wat maakt dat de Griman Creek Formation te Lightning Ridge uit het Vroege tot Midden-Cenomanien dateert (Bell et al., 2019), eerder dan - volgens Raza et al. - uit het Late Albien. Daardoor is de Griman Creek Formation te Lightning Ridge het equivalent van het middelste deel van de Winton Formation (Laat Albien–Turonien) in Queensland en verscheidene miljoenen jaren ouder dan de door Sauropoda gedomineerde fauna van Winton, maar jonger dan de Eumeralla Formation (Laat-Hauterivien-Albien) in Victoria.

## De paleofauna van de Griman Creek Formation

### Gewervelden (Vertebrata)

#### Zoogdieren (Mammalia)
| Geslacht   | soort               | taxonomie                                                           | materiaal                                                                 | voorkomen                                     |
| ---------- | ------------------- | ------------------------------------------------------------------- | ------------------------------------------------------------------------- | --------------------------------------------- |
| Kollikodon | Kollikodon ritchiei | orde Monotremata (cloacadieren), familie Kollikodontidae            | een deel van een onderkaak met drie kiezen en een gedeeltelijke bovenkaak | Lightning Ridge, Surat Basin, New South Wales |
| Steropodon | Steropodon galmani  | orde Monotremata, familie Ornithorhynchidae (vogelbekdieren)        | een deel van een onderkaak met enkele tanden                              | Lightning Ridge, Surat Basin, New South wales |
| indet.     | indet.              | onderklasse Theriiformes?, orde Dryolestida?, familie Dryolestidae? | een grote tand                                                            | Lightning Ridge, Surat Basin, New South wales |

#### Reptielen (Reptilia)

##### Dinosauriërs (Dinosauria)
| Geslacht       | soort                    | taxonomie | materiaal | voorkomen                                     |
| -------------- | ------------------------ | --- | --- | --------------------------------------------- |
| indet.         | indet.                   | orde Theropoda, klade Maniraptora, klade Eumaniraptora, klade Avialae, klade Aves, klade Enantiornithes                                                               | bovenste uiteinde van een tibiotarsus (AMF103590) en een wervellichaam (AMF103591)                                                                                              | Lightning Ridge, Surat Basin, New South Wales |
| Hesperornis    | indet.                   | orde Theropoda, klade Maniraptora, klade Eumaniraptora, klade Avialae, klade Aves (vogels), klade Ornithuromorpha, orde Hesperornithiformes, familie Hesperornithidae | tanden (LRF443) | Lightning Ridge, Surat Basin, New South Wales |
| Rapator        | Rapator ornitholestoides | orde Theropoda, klade Neotheropoda incertae sedis | het eerste vingerkootje van de eerste vinger (holotype BMNH R3718) | Lightning Ridge, Surat Basin, New South Wales |
| Walgettosuchus | Walgettosuchus woodwardi | orde Theropoda, klade Neotheropoda incertae sedis | een enkele wervel, vermoedelijk afkomstig van het achterdeel van de staart (holotype BMNH R3717). Er is vaak gesuggereerd dat Walegttosuchus identiek zou zijn aan Rapator      | Lightning Ridge, Surat Basin, New South Wales |
| indet.         | indet.                   | orde Theropoda, klade Tetanurae, klade Avetheropoda, klade Allosauroidea, klade Megaraptora                                                                           | twee wervels uit het voorste deel van de staart (LRF3310, LRF3311), een rechteraanhangsel voor het schaambeen (LRF3312) en een gewrichtsfacet van een wervellichaam (AMF106525) | Lightning Ridge, Surat Basin, New South Wales |
| indet.         | indet.                   | orde Saurischia, infraorde Sauropoda, Titanosauria indet. | een zitbeen | Surat Basin, Queensland                       |
| indet.         | indet.                   | orde Ornithischia, klade Thyreophora, klade Ankylosauria incertae sedis                                                                                               | een osteoderm | Lightning Ridge, Surat Basin, New South Wales |
| indet.         | indet.                   | orde Ornithischia, klade Cerapoda, klade Euornithopoda, familie Hypsilophodontidae                                                                                    | zes onvolledige dijbeenderen | Lightning Ridge, Surat Basin, New South Wales |
| Fulgurotherium | Fulgurotherium australe  | orde Ornithischia, klade Cerapoda, klade Euornithopoda | de onderkant van een dijbeen (holotype BMNH R.3719) | Lightning Ridge, Surat Basin, New South Wales |
| Weewarrasaurus | Weewarrasaurus pobeni    | orde Ornithischia, klade Cerapoda, klade Euornithopoda, klade Clypeodonta                                                                                             | twee stukken van het dentarium (tandbeen) van de rechteronderkaak (holotype LRF 3067) en nog een stuk rechteronderkaak (specimen LRF 766)                                       | Lightning Ridge, Surat Basin, New South Wales |
| Fostoria       | Fostoria dhimbangunmal   | Orde Ornithischia, klade Genasauria, klade Cerapoda, klade Euornithopoda, klade Iguanodontia                                                                          | een onvolledige schedel en postcrania van minstens vier individuen | Lightning Ridge, Surat Basin, New South Wales |

##### Vliegende reptielen (Pterosauria)
| Geslacht | soort  | taxonomie                                     | materiaal                                  | voorkomen                                     |
| -------- | ------ | --------------------------------------------- | ------------------------------------------ | --------------------------------------------- |
| indet.   | indet. | onderorde Pterodactyloidea, klade Anhangueria | afzonderlijke tanden (LRF 759 en LRF 3142) | Lightning Ridge, Surat Basin, New South Wales |

##### Aquatische reptielen (Sauropterygia)
| Geslacht     | soort  | taxonomie                                                     | materiaal | voorkomen                                     |
| ------------ | ------ | ------------------------------------------------------------- | --------- | --------------------------------------------- |
| Leptocleidus | sp.    | orde Plesiosauria, klade Leptocleidia, familie Leptocleididae | tanden    | Lightning Ridge, Surat Basin, New South Wales |
| indet.       | indet. | orde Plesiosauria, klade Xenopsaria, familie Elasmosauridae   |           | Lightning Ridge, Surat Basin, New South Wales |

##### Schildpadden (Testudines)
| Geslacht     | soort                        | taxonomie                                                                               | materiaal                                                                                            | voorkomen                                     |
| ------------ | ---------------------------- | --------------------------------------------------------------------------------------- | --- | --------------------------------------------- |
| 4 × indet.   | 4 × indet.                   | orde Testudines, onderorde Pleurodira, familie Chelidae                                 | borstplaatfragmenten en wervels                                                                      | Lightning Ridge, Surat Basin, New South Wales |
| Spoochelys   | Spoochelys ormondea          | orde Testudines, onderorde Cryptodira, superfamilie Meiolanoidea, familie Spoochelyidae | onder meer een bijna volledige schedel, een gedeeltelijke hersenpan, meerdere postcraniale beenderen | Lightning Ridge, Surat Basin, New South Wales |
| Sunflashemys | Sunflashemys bartondracketti | orde Testudines, onderorde Cryptodira, superfamilie Meiolanoidea, familie Spoochelyidae | een hersenpan en een gedeeltelijk skelet                                                             | Lightning Ridge, Surat Basin, New South Wales |
| Opalania     | Opalania baagiiwayamba       | orde Testudines, onderorde Cryptodira, superfamilie Meiolanoidea, familie Spoochelidae  | een onderkaak, een halswervel, delen van de carapax                                                  | Lightning Ridge, Surat Basin, New South Wales |

##### Krokodilachtigen (Crocodilia)
| Geslacht | soort  | taxonomie                 | materiaal | voorkomen                                     |
| -------- | ------ | ------------------------- | --------- | --------------------------------------------- |
| indet.   | indet. | superorde Crocodylomorpha |           | Lightning Ridge, Surat Basin, New South Wales |

#### Vissen (Pisces)
| Geslacht         | soort                    | taxonomie | materiaal  | voorkomen                                     |
| ---------------- | ------------------------ | --- | ---------- | --------------------------------------------- |
| indet.           | indet.                   | infraklasse beenvissen (Teleostei), familie Aspidorhynchidae                                                                                       |            | Lightning Ridge, Surat Basin, New South Wales |
| indet.           | indet.                   | klasse kraakbeenvissen (Chondrichthyes), orde makreelhaaien (Lamniformes)                                                                          |            | Lightning Ridge, Surat Basin, New South Wales |
| Neoceratodus     | Neoceratodus forsteri    | superklasse Osteichthyes, klasse kwastvinnigen (Sarcopterygii), onderklasse longvissen (Dipnoi), orde Ceratodontiformes, familie Neoceratodontidae | tandplaten | Lightning Ridge, Surat Basin, New South Wales |
| Archaeoceratodus | Archaeoceratodus avus    | superklasse Osteichthyes, klasse kwastvinnigen (Sarcopterygii), onderklasse longvissen (Dipnoi), orde Ceratodontiformes, familie Neoceratodontidae | tandplaten | Lightning Ridge, Surat Basin, New South Wales |
| Ceratodus        | Ceratodus diutinus       | superklasse Osteichthyes, klasse kwastvinnigen (Sarcopterygii), onderklasse longvissen (Dipnoi), orde Ceratodontiformes, familie Ceratodontidae    | tandplaten | Lightning Ridge, Surat Basin, New South Wales |
| Metaceratodus    | Metaceratodus wollastoni | superklasse Osteichthyes, klasse kwastvinnigen (Sarcopterygii), onderklasse longvissen (Dipnoi), orde Ceratodontiformes, familie Ceratodontidae    | tandplaten | Lightning Ridge, Surat Basin, New South Wales |

### Ongewervelden (Invertebrata)

#### Weekdieren (Mollusca)
| Geslacht | soort | taxonomie                                                                                             | materiaal | voorkomen                                     |
| -------- | ----- | --- | --------- | --------------------------------------------- |
|          |       | klasse Bivalvia, onderklasse Palaeoheterodonta, orde Unionoida (zoetwatermosselen), familie Unionidae | kleppen   | Lightning Ridge, Surat Basin, New South Wales |
|          |       | klasse Bivalvia, onderklasse Palaeoheterodonta, orde Unionoida (zoetwatermosselen), familie Hyriidae  | kleppen   | Lightning Ridge, Surat Basin, New South Wales |